# František Alexander Elstner
František Alexander Elstner (Frank; znám jako F. A. Elstner, 11. dubna 1902 Královské Vinohrady – 8. září 1974 Praha) byl československý motoristický cestovatel, skaut, novinář a spisovatel.

## Mládí

### Studium
F. A. Elstner se narodil 11. dubna 1902 na pražském předměstí Královských Vinohradech. V roce 1913 vstoupil do tehdy relativně mladého a velmi rychle se rozvíjejícího skautského hnutí. Po dokončení obecné školy studoval reálné gymnázium, z nějž byl posléze vyloučen. Ne však kvůli prospěchu, ale pro svou touhu po dobrodružství, která jej v sedmnácti letech zavedla jako člena protityfové brigády Mezinárodního červeného kříže na Podkarpatskou Rus. Po návratu byl na pokyn ministerstva školství opět přijat jako vzorný žák, školu dokončil a studoval práva. Následně si udělal nástavbu pro učitele, aby měl o prázdninách volno na ostatní aktivity, cestování, skautské tábory. Práva byla snem jeho otce, Elstner sám uváděl, že by nikdy netrávil život v advokátní kanceláři nebo u soudu.

### Skauting
Ve skautském hnutí byl velmi aktivní, v roce 1922 se účastnil jako první (a na dlouhá léta poslední) Čechoslovák v Gilwell Parku u Londýna jednoho z prvních Wood Badge kurzů (ten úplně první se konal v r. 1919). Absolvoval praktickou část na místě, celý kurs však nedokončil, protože v průběhu následujícího roku nepředložil závěrečnou písemnou práci. I tak nasbíral velké množství podnětů pro československý skauting a již o rok později z popudu náčelníka A. B. Svojsíka zorganizoval českou obdobu Wood Badge kurzů, první lesní školu. Vedení těchto kurzů se věnoval i v dalších letech; v roce 1925 se stal zpravodajem Svazu skautů pro lesní školy. Během několika let se stal Frank, jak byl kamarády nazýván, jednou z důležitých osobností českého skautingu, ostatně na toto téma publikoval také několik knih, převážně příruček týkajících se uzlování, lasování a práce s bičem.

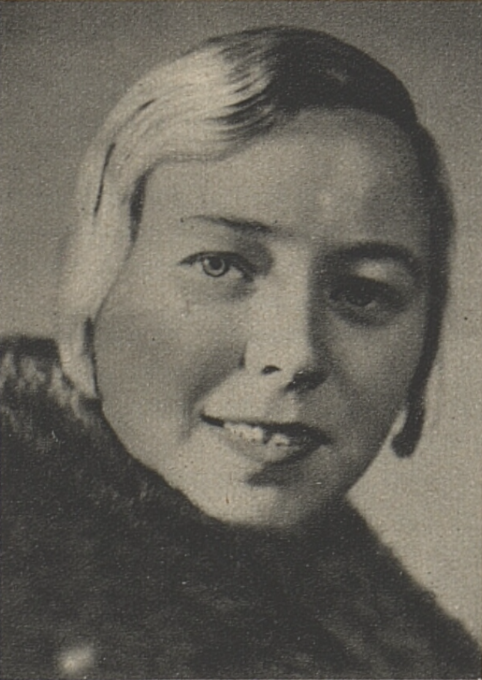
První manželka a expediční spolujezdkyně Eva Elstnerová

### Motoristické začátky
Kromě skautingu se mladého Františka velmi záhy chopily i další dvě vášně – motorismus a psaní. Od roku 1918 přispíval do časopisu Motor Revue, podílel se na založení několika motoristických klubů (například Liga československých motoristů, Aero Car Club) a vůbec se věnoval aktivní propagaci motorismu a to nejen perem, ale i činy. V roce 1926 mu poskytla redakce Motor Revue půjčku a F. A. Elstner si tak mohl splnit jeden ze svých snů – motocykl AJS, na nějž by učitel ze Staré Boleslavi jen tak nedosáhl. S tímto strojem opatřeným přívěsným vozíkem pak Elstner se svou ženou Evou Růženou procestoval značnou část Evropy. Eva byla držitelkou řidičského průkazu a následně začala na cestách působit též jako řidička a vůbec rovnocenná členka výprav.

## Elstnerovy dálkové jízdy

### První velká cesta
V roce 1932 se vedení firmy Aero rozhodlo prověřit kvality svého nového modelu Aero 500 v zátěžovém testu, jehož běžnou formou tehdy byla dálková jízda. Jako testovací jezdec byl vybrán právě Elstner, tou dobou již známý motoristický propagátor, a trasa vedla „jen“ Evropou – skrze Alpy do nejjižnějšího cípu Jugoslávie – ke Skadarskému jezeru ležícímu na hranicích s Albánií a poté přes Bosnu a Hercegovinu zpět. Běžná jízda Evropou jako zátěžový test může znít možná úsměvně, ovšem jen do chvíle, než si uvědomíte, že tehdejšími Alpami nevedly žádné dálniční tunely, Jugoslávií nevedly prakticky žádné slušné silnice, a že Aero 500 byl jednoválec o objemu motoru 499 cm3, do nějž se navíc museli naskládat tři lidé – Elstner, jeho manželka a vytáhlý student Vratislav Židlický (zahraniční zpravodaj předválečného i poválečného Junáka). Malé auto i posádka se v červencových vedrech prokousali trasou dlouhou přes 3 300 km včetně prudkých alpských stoupání a děravých balkánských cest – český automobil i český cestovatel prokázali, že jsou schopni vydržet i velmi náročné podmínky.

### Africké cesty
Cesta na Balkán byla ovšem jen jakýsi závdavek. F. A. Elstner byl rozhodnut dokázat, že Aero vydrží ještě mnohem více. V roce 1933 naplánovali výpravu AeroSpExOr (Aero Sportovní Expedice Orientem) přes Itálii, Sicílii, Libyi, kde se stáčela zpět a přes Tunisko, Alžírsko, Maroko a Španělsko, odkud přibližně 14 000 km dlouhá trasa zavedla pět mužů, jednu ženu a tři (již dvouválcová) Aera 662 zpět do Prahy.
Další rok se opakovala jízda tou samou oblastí, i když v mírně modifikované podobě co se týče itineráře a ve výrazně modifikované podobě, co se týče posádek a automobilů. Vozový park tvořily čtyři Aera 1000, dvoutakty s litrovým objemem motoru. Mnohem exotičtější však byly posádky „Modrého týmu“, jak se expedice nazývala. Tvořilo je totiž šest žen, významných českých motoristek a jen jedna posádka byla mužská. Kromě faktu, že trasa vedoucí z Marseille do Alžíru, z něj dále do Oranu, přes Atlas do Fèsu, Casablanky a Marrákeše měřila celých 17 600 km, hrál významnou roli při její propagaci právě fakt, že takto dlouhou cestu zvládly příslušnice něžného pohlaví (téměř) bez mužské pomoci.

### Evropské a americké cesty

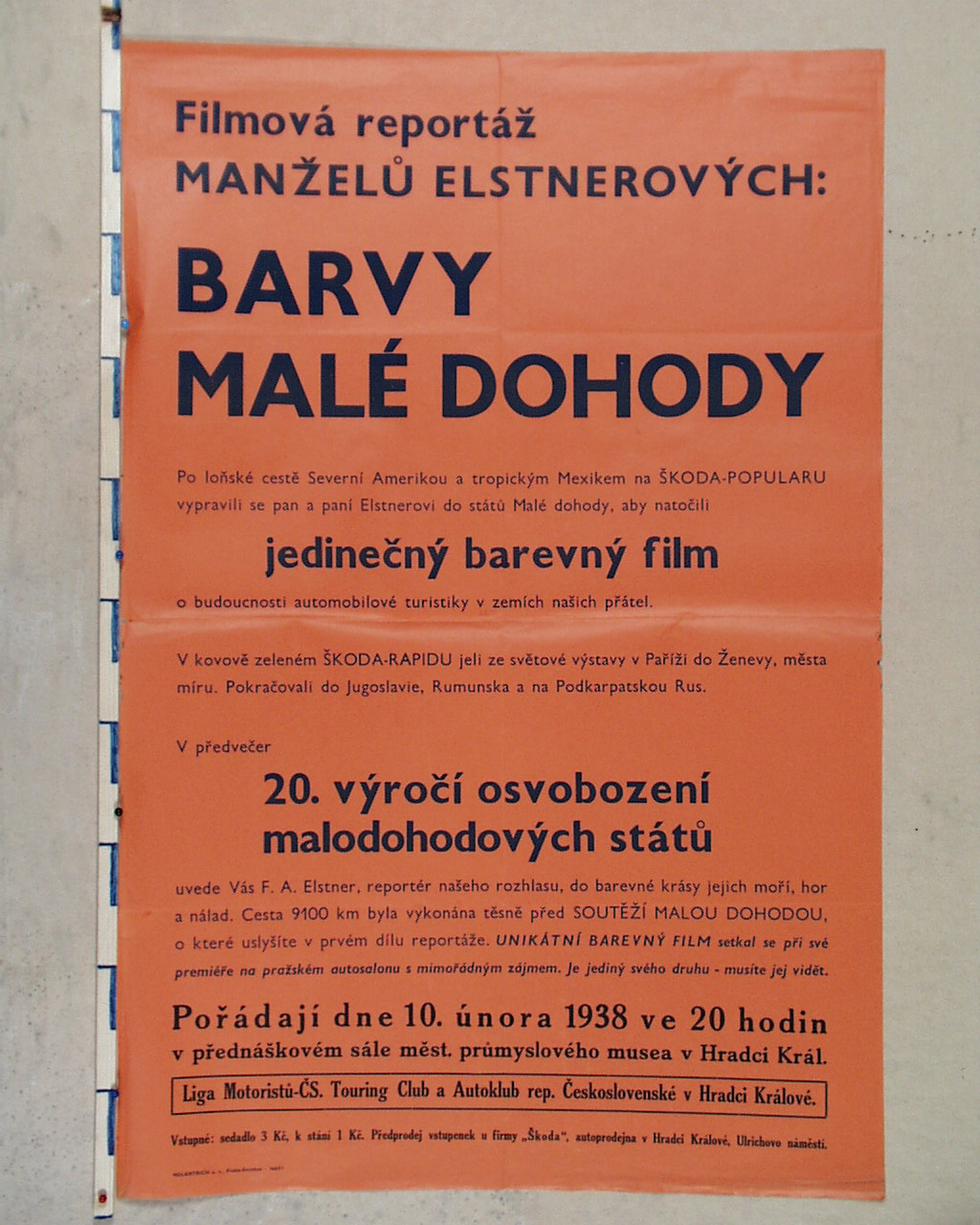
Plakát na promítání filmu z cest v muzeu v Hradci Králové

Po zdolání Severní Afriky se Elstnerovy zraky upřely na západ. Nejprve následoval v létě 1934 „kratičký výlet“ do Anglie a Skotska. Nové Aero 30 pojalo dokonce pět pasažérů a 7 500 km dlouhá cesta po upravených evropských silnicích představovala oproti africkým putováním příjemný výlet k jezeru Loch Ness.
O rok později čekala Elstnera Severní Amerika, tentokrát již s novým vozem. Pro tříměsíční expedici po Spojených státech a Mexiku nazvanou 100 dní v malém voze byla tentokrát vybrána Škoda Popular. Rok po této 25 000 km dlouhé pouti se Elstner opět vydal starým kontinentem. Dalších deset tisíc kilometrů na tachometru Škody Rapid vedlo přes Balkán (Slovinsko, Chorvatsko, Srbsko) a Rumunsko až k Černému moři a odtud pak na sever, na Ukrajinu a přes Slovensko zpět domů.
Rok po cestě Evropou nazvané „10 000 km Malou dohodou“ se Elstnerovi vrátili do Ameriky, tentokráte však jižní. Expedice „Napříč Argentinou“ byla poslední jízdou, kterou manželé Elstnerovi stihli uskutečnit předtím, než vypukla druhá světová válka. Škodu Popular si nechali dopravit lodí do Buenos Aires a odtud vyrazili na pouť až k hranicím s Bolívií a pak zpět přes Uruguay do Montevidea. Trasa měřila i s lodní a leteckou dopravou úctyhodných 36 000 km. Cesta zpět se nesla již v předzvěsti Mnichovské dohody, Elstnerovi dokonce nakonec ve spěchu nechali auto ve Francii.

### Rekordní jízda Saharou
Uplynulo téměř deset let od poslední výpravy Jižní Amerikou, než se mohl F. A. Elstner opět vydat na cestu. Na podzim 1947 se vypravil opět do milované severní Afriky, tentokráte za účelem dojet z Alžíru až do Cotonou v Guinejském zálivu a zpět, dvakrát přitom zdolat Saharu a to vše navíc stihnout v rychlostním rekordu. Po letech se vrátil k Aerovkám, tentokráte k modelu Minor; spolujezdci mu byli druhá žena Anna a syn z prvního manželství, René. Cesta se povedla, 13 110 km Saharou zvládl maličký Minor přežvýkat za rekordních 22 dní a vytvořil rekord denně ujetých 426 km.

### Poslední jízda
Bohužel Elstner netušil, že se opět jedná o jeho poslední velkou cestu na dlouhou dobu. A to dokonce na dobu delší, než jaká uplynula od putování napříč Argentinou. Po komunistickém převratu v roce 1948 už nesměl dále cestovat, a tak všechny plány na další expedice včetně dlouho připravované trasy Praha – Peking vzaly za své. V roce 1959 dostal sice ještě jednou a naposledy povolení vycestovat na větší cestu – jednalo se o propagační jízdu Sovětským Svazem ve Škodě Octavia, v níž urazil přes 14 000 km. Ovšem to byla už opravdu poslední příležitost, a tak cestoval alespoň po republice, pořádal přednášky, propagoval skauting, psal pro děti a mládež a snažil se publikovat. Ani to poslední mu nakonec v sedmdesátých letech už nebylo umožněno. F. A. Elstner zemřel v roce 1974. Je pohřben na Vinohradském hřbitově v Praze.

## Všechny expedice v datech

### 1932 Balkán
- vůz Aero 500 modrý, jednoválec, váha vozu 460 kg
- posádka F. A. Elstner, Eva Elstnerová, Vratislav Židlický
- červenec 1932, 3350 km za 21 dní
- trasa z Prahy přes Rakouské Alpy do Štýrského Hradce, Terst, podél pobřeží Jugoslávie do Dubrovníku, Boka kotorská, Černá Hora ke hranicím Albánie u Skadarského jezera, zpět přes Sarajevo a Budapešť do Prahy

### 1933 Aerospexor
- 3 vozy Aero 662
- modrý vůz: posádka F. A. Elstner a Eva Elstnerová
- bílý vůz: Jaroslav Doubek a pan Lovosický
- červený vůz: pan Petříček a pan Suda
- start 11. 2. 1933 , návrat 25. 3. 1933, 14 000 km za 42 dní
- trasa Praha, Plzeň, Brenner, Bolzano, Verona, La Spezia, Livorno, Řím, Neapol, Messina, Siracusa, Tripoli, Misuráta, Murzuk, Tripoli, Tuggurt, Alžír, Oran, Fez, Casablanca, Marrákeš, Rabat, Tanger, Gibraltar, Cordóba, Madrid, Barcelona, Marseille, Bordighera, Janov, Brenner, Innsbruck, Folmava, Plzeň, Praha

### 1934 Modrý team Aero
- 4 vozy Aero 1000 v modré barvě

#### posádky
1. vůz F. A. Elstner a Ing. V. Židlický
2. vůz Eva Elstnerová a Ela Slavíková
3. vůz Zdeňka Veselá a Eliška "Eška" Kavalierová, spolumajitelka sklárny Kavalier
4. vůz Věra Vlčková a Helga Martenová

- start 24. 2. 1934, návrat 13. 4. 1934, 17 600 km
- trasa Praha, Norimberk, Lyon, Marseille, lodí do Alžíru, Oran, Udžda v Maroku, Fes, Settat, přes Vysoký Atlas do Tiznitu a Agadiru, Marrákeš, Casablanca, Rabat, Ceuta, přes Gibraltarskou úžinu do Cádizu, Sevilla, Cordóba, Madrid, Burgos, Bilbao, Bordeaux, Tours, Paříž, Štrasburk, Norimberk, Praha

### 1934 Anglie a Skotsko
- vůz Aero 30
- posádka F. A. Elstner a Eva Elstnerová
- fotoreportér p. Alexander Paul a dva kamarádi Miloš Bloch a Jaroslava Sedláková
- trasa z Prahy přes Německo a Belgii do Doveru, přes Londýn a Birmingham do Skotska, Aberdeen a Inverness k jezeru Loch Ness, dva dni u jezera, zpět přes Glasgow a Londýn do Doveru a přes Holandsko a Německo do Prahy

### 1936 Severní Amerika a Mexiko, 25 000 km za 100 dní
- vůz Škoda Popular stříbrný
- F. A. Elstner a Eva Elstnerová
- Trasa Praha, Drážďany, Berlín, Hamburk, lodí do New Yorku, Philadelphia, Baltimore, Washington, Roanoke, Knoxsville, Nashville, Memphis, Dallas, San Antonio, Laredo v Mexiku, Monterrey, Victoria, Tamazunchale, Mexico, Puebla, Oaxaca a zpět do Spojených států přes Laredo, Spofford, Pecos, El Paso, Tucson, Arizona City, San Diego, Los Angeles, San Francisco, Reno, Salt Lake City, Cheyenne, Denver, Columbus, Omaha, Chicago, Toledo, Cleveland, Buffalo a New York, lodí zpět do Evropy, Cherbourg, Nantes, Bordeaux, Madrid, Barcelona, Marseille, Stuttgart, Norimberk, Praha – celkem 98 dní při průměru 530 km denně během jízdy

### 1937 Jihovýchodní Evropou
- vůz Škoda Rapid
- F. A. Elstner a Eva Elstnerová
- Trasa Praha, Vídeň, Graz, Split, Dubrovník, Bělehrad a do Rumunska – Craiova, Bukurešť, Konstanța u Černého moře, zpět Brašov, Sibiu, Kluž, Satu Mare, v Maďarsku Debrecín, Budapešť, Praha

### 1938 Jižní Amerika – Argentina
- vůz Škoda Popular
- F. A. Elstner a Eva Elstnerová, později Francisko Lhota
- Trasa Praha, Janov, lodí přes Santos v Brazílii do Buenos Aires, Rosário, Cordoba, Tucumán, Campo Santo, Ledesma, Salta, Concepción, La Rioja, Rosário, Buenos Aires, v Uruguayi Colonia a Montevideo, lodí do Bordeaux, vlakem do Paříže a letecky do Prahy

### 1947 Aero Minorem k rovníku
- vůz Aero Minor II, 615 cm³, váha 690 kg, povolená celková hmotnost 1040 kg, skutečná pak 1400 kg
- F. A. Elstner, Anna Elstnerová, syn René Elstner
- Start 28. října 1947, návrat 31. prosince 1947
- Trasa Praha, Paříž, Marseille, lodí do Alžíru, Rélizane, Mascara, Saida, Mechéria, Colomb-Béchar, Beni Abbes, Adrar, Reggan, Bidon 5, Tessalit, Gao, Niamey, Gaya, Bemberéké, Paraku, Savé, Cotonou v Guinejském zálivu, zpět stejnou trasou do Alžíru, lodí do Marseille, Štrasburk, Norimberk, Praha

### 1959 Sovětský svaz
- vůz Škoda Octavia, barva červenobílá, 14 000 km
- F. A. Elstner, Jan Fiala
- Trasa Praha, Varšava, Minsk, Smolensk, Moskva, Serpuchov, Tula, Jasná Poljana, Kursk, Charkov, Krasnodar, Melitopol, Simferopol, Jalta, Artěk, lodí do Soči, Gagra, Suchumi a zpět do Soči a lodí na Jaltu, Melitopol, Charkov, Poltava, Kyjev, Žitomir, Berdičev, Vinnica, Litin, Černovice, Bukurešť, Arad, Debrecín, Budapešť, Bratislava, Praha

## Dílo
Během svého života přispíval do Motor revue, Národního osvobození, Světa motorů, Venkova aj. Redigoval knižnici Motorová sedmikorunovka (1932). Byl přizván jako odborný poradce filmu Pancho se žení (1946, scénář Rudolf Hrušínský, režie Rudolf Hrušínský, František Salzer).
Elstnerův stálý zájem o motorismus, jehož prvními projevy byly populárně naučné práce praktického zaměření (Správkárna v kapse, ABC motoristy), vyústil posléze v psaní cestopisných reportáží pro mládež, v nichž zúročil vlastní prožitky a zkušenosti. Do kontextu cestopisné literatury vnesl nové tematické momenty (rychlostní a vytrvalostní jízdy obtížným terénem jiných kontinentů), které zachycoval s humorem a s pochopením pro lidskou solidaritu v složitých a dobrodružných situacích. Zároveň akcentoval přehledný výklad geografických a přírodních jevů. V Elstnerových posledních pracích (Věci z jednoho pokoje, Pan Trabant & bílá slečna aneb Putování s kloboučkem) sílí beletrizační složka.
V popularizačních knihách pro mládež, nedílně spojených s výtvarným projevem (situační obrázky, mapky, grafy aj.), vysvětluje dětem srozumitelným způsobem základy motorismu a dovedností spjatých s tábornictvím (Dovolená pod stanem a s karavanem, Dobrodružnou stezkou, Dovedu to!, Zálesácká kuchyně, Kniha o uzlech, Uzly a laso, Vázání uzlů). I témata jako jsou právě tábornictví a vázání uzlů doložil poutavým vyprávěním i názornými popisy a nákresy. Jeho přínos v příručkách o uzlech je jak v encyklopedické systematizaci, tak i v regionálním kontextu, neboť na rozdíl od později vydaných publikací se nejedná pouze o doslovné překlady, ale o autorská díla, ve kterých jsou použity české užívané názvy uzlů.